# The Wild Flower and the Rose
The Wild Flower and the Rose er en amerikansk stumfilm fra 1910.